# 駒塚由衣
駒塚 由衣（こまづか ゆい、1955年11月5日 - ）は、日本の女優、声優。本名は駒塚祐子。東京都出身。CESエンタテインメント所属。劇団四季の研究生から1975年にデビュー。

## 人物
築地の場外に店を構える、100年以上続いた老舗の鶏問屋「鳥八」の一人娘として誕生。
上智大学入学と同時に劇団四季の研究生となり、1975年に『ジーザス・クライスト＝スーパースター』で初舞台。
1987年、30代で退団。
『E.T.』のオーディションに合格して以降、声優としても活動。洋画吹き替えの比重が大きく、シガニー・ウィーバーを持ち役としている。
2000年に築地にある祖父母の古い家で鶏と野菜の店「鶏由宇」を開店していたが、2017年に建物の老朽化により閉店した。

## 出演

### テレビドラマ
- 再婚します。（1988年、東海テレビ）
- 月曜・女のサスペンス「信玄伝説殺人事件」(1988年、テレビ東京)
- 注文の多い料理店（1990年、テレビ東京）
- ドラマ30
  - 娘からの宿題（1993年、CBC）
- 夏は秘密がいっぱい!（1994年、TBS）
- 土曜ワイド劇場
  - 混浴露天風呂連続殺人14（1994年、朝日放送）
  - 事件5・中学校長を殺した女!（1997年、テレビ朝日）
  - 100の資格を持つ女〜ふたりのバツイチ殺人捜査〜11（2016年） - 山口緑 役
- あぐり（1997年、NHK）
- 白衣のふたり（1998年4月6日 - 7月3日、東海テレビ） - 看護婦長 役[1]
- 物書同心いねむり紋蔵（1998年、NHK）
- 月曜ドラマスペシャル
  - 松本清張特別企画・聞かなかった場所（1997年7月7日、TBS）
  - プロデューサー麻生一平の事件ファイル（1998年12月14日、TBS）
- 火曜サスペンス劇場（日本テレビ）
  - 警視庁鑑識班
    - 第12作（2001年6月12日） - 後藤技官 役
    - 第19作（2005年5月24日） - 佐川明子 役

  - 屋形船の女（2003 - 2005年） - 坂下春子 役
- 虹色定期便（2001 - 2006年） - 尾崎カンナの母 役
- 相棒 Season1 第4話（2002年10月30日、テレビ朝日） - 中古書店員
- 警視庁鑑識班2004（2004年、日本テレビ） - 特殊班・田口刑事 役
- 契約結婚（2005年、東海テレビ）
- 愛の迷宮（2007年、東海テレビ） - 吉川素子 役
- 月曜ゴールデン　パートタイム裁判官2（2007年5月14日、TBS） - 柳田時枝 役
- 外科医 須磨久善（2010年9月、テレビ朝日）
- 大河ドラマ 平清盛（2012年、NHK） - 須磨 役
- パパがも一度恋をした（2020年） - 片瀬文子 役
- 広域警察10（2021年6月24日、テレビ朝日） - 刑務官 役
- 全裸監督シーズン2（2021年6月、Netflix） - 土井たか子 役
- 無用庵隠居修行 第6作（2022年） - 志津 役
- グランマの憂鬱（2023年） - スイ 役
- イップス 第3話（2024年4月26日、フジテレビ） - 田所真理 役[2]

### 映画
- 東京日和（1997年）
- 金融腐蝕列島 呪縛（1999年）
- アニと僕の夫婦喧嘩 （2009年） - 黒須良子 役

### 舞台
- ジーザス・クライスト・スーパースター（劇団四季）
- 小さき神の作りし子ら（劇団四季、1981年、開幕直前に急逝した影万里江に代わり、主演・サラ役）
- 煙が目にしみる（鈴置洋孝プロデュース、堤泰之演出）
- スターダスト（鈴置洋孝プロデュース、堤泰之）
- 日暮町風土記（二兎社、永井愛）
- ゴロヴリョフ家の人々（二兎社、永井愛）
- 時の物置（世田谷パブリックシアタープロデュース、江守徹）
- 宮廷女官チャングムの誓い（元生茂樹監修、西川信廣演出）
- 朗読劇 電車を止めるな!（2020年、神田裕司脚本・演出）
- CALENDAR GIRLS（2021年6月 - 7月、自ら初めてのプロデュース公演）
- ハイパー朗読劇　手紙　届かなかったラブレター（2021年8月、得丸伸二 作・演出）
- 廻る礎（2021年11月、中村ノブアキ 脚本・演出）
- 私の心にそっと触れて　(2021年12月、嶽本あゆ美 作・山下悟 演出）
- かえる（2024年8月 - 9月、秋之桜子 作・高橋正徳 演出）[3]
- おどる葉牡丹（2025年2月、中村ノブアキ 作・演出）[4]
- 骨と肉（2025年6月〈予定〉、中村ノブアキ 作・演出 / 7月5日・6日〈予定〉、愛知県芸術劇場 小ホール）[5]
- 江戸人情噺〔ひとり語り、藤浦敦作〕
  - 妲妃のお百（だっきのおひゃく）
  - 郭夜公隅田白波（ほととぎす すみだのしらなみ）
  - 猫頭の由来（ねこかしらのゆらい）
  - 浮寐鳥闇路言觸（うきねどり やみじのことぶれ）
  - 鼠小僧股旅八景（ねずみこぞう またたびはっけい）
  - 三味線艸讐呉竹（さみせんくさ おもいのくれたけ）
  - め組の喧嘩（めぐみのけんか）
  - 龍神鳴高嶺細道（たつのなるかみ たかねのほそみち）
  - 緑林水滸南柯夢（りょくりんすいこ なんかのゆめ）
  - 吉原百人斬り（よしわらひゃくにんきり）
  - 霞のお千代 その壱（かすみのおちよ そのいち）
  - 霞のお千代 その弐（かすみのおちよ そのに）
  - 霞のお千代 その参（かすみのおちよ そのさん）
  - 川村瑞賢（かわむらずいけん）
  - 姫かたり（ひめかたり）
  - 霞のお千代 その四 別稿巷談鎌鼬（かすみのおちよ そのよん べつこうこうだんかまいたち）
  - 妲妃のお百　その弐　お百 十六 （だっきのおひゃく そのに　おひゃくじゅうろくむさし）
  - 恋無終絵乃嶋話　（こいにはてなし えのしまばなし）（本作は藤浦敦と花紋瑶の共作）
  - 龍 見益高根の雲霧（りゅうと みますたかねのくもきり）

### オリジナルDVD
- 芥川龍之介 生誕120周年記念公演『モーション・レーゼドラマ「藪の中」』（2013年） ※主演

### 吹き替え

#### 担当女優
シガニー・ウィーバー
- ヴィレッジ（アリス・ハント）※ソフト版
- エクソダス:神と王（トゥーヤ）
- ゴーストバスターズ（デイナ・バレット）※ソフト版
- ゴーストバスターズ2（デイナ・バレット）※ソフト版
- ゴーストバスターズ（レベッカ・ゴーリン博士）
- ゴーストバスターズ/アフターライフ（デイナ・バレット）
- Marvel ザ・ディフェンダーズ（アレクサンドラ）

メリル・ストリープ
- 恋するベーカリー（ジェーン・アドラー）
- 31年目の夫婦げんか（ケイ・ソームズ）
- マダム・フローレンス! 夢見るふたり（フローレンス・フォスター・ジェンキンス）

#### 映画
- あの頃ペニー・レインと（エレイン・ミラー〈フランシス・マクドーマンド〉）
- アポロ11を追いかけて（キャサリン・ベラミー〈メアリー・スティーンバージェン〉）
- アラクノフォビア（モリー・ジェニングス〈ハーレイ・ジェーン・コザック〉）※ソフト版
- E.T.（メアリー〈ディー・ウォレス〉）※ビデオ・BD版
- いつか晴れた日に（ファニー・ダッシュウッド〈ハリエット・ウォルター〉）
- ヴァイラス（ケリー・“キット”・フォスター〈ジェイミー・リー・カーティス〉）※ソフト版
- ウォール街（ケイト・ゲッコー〈ショーン・ヤング〉）※フジテレビ版
- 噂のモーガン夫妻（エマ・ウィーラー〈メアリー・スティーンバージェン〉）
- F/X2 イリュージョンの逆転（リズ・ケネディ〈ジョアンナ・グリーソン〉）※ビデオ版
- L.A.ストーリー/恋が降る街（サラ・マクドーウェル〈ヴィクトリア・テナント〉）
- オリエント急行殺人事件（キャロライン・ハバード夫人〈ミシェル・ファイファー〉[8]）
- 風と共に去りぬ（ベル・ワトリング〈オナ・マンスン〉）※テレビ東京版
- クライシス2050（クレア・ビーソン〈ブレンダ・バーキ〉）※劇場公開版
- クライムブローカー/仮面の誘惑（ホリー・ソームズ〈ジャクリーン・ビセット〉）
- クリスマスに万歳!（キャサリン・オファロン〈ハーレイ・ジェーン・コザック〉）
- グリンチ（マーサ〈クリスティーン・バランスキー〉）※劇場公開版
- 刑事エデン/追跡者（エミリー・エデン〈メラニー・グリフィス〉）
- ゴッドファーザー PART III（コニー・コルレオーネ〈タリア・シャイア〉）※ソフト版
- さまよう魂たち（パトリシア・ブラッドリー〈ディー・ウォレス〉）
- 34丁目の奇跡（ドリー・ウォーカー〈エリザベス・パーキンス〉）
- ジェイコブス・ラダー（サラ）※日本テレビ版
- ジェニファー8（マージー・ロス〈キャシー・ベイカー〉）
- 真実の瞬間（ルース・メリル〈アネット・ベニング〉）
- 推定無罪（キャロリン・ポルヒーマス〈グレタ・スカッキ〉）※ソフト版
- 推定有罪（キャシー・パンツァー）※NHK版
- スタートレックII カーンの逆襲（サーヴィック大尉〈カースティ・アレイ〉）※日本テレビ版
- スニーカーズ（リズ〈メアリー・マクドネル〉）※日本テレビ版
- スリーピー・ホロウ（ヴァン・タッセル夫人〈ミランダ・リチャードソン〉）※テレビ東京版
- 戦争と冒険
- ターミネーター2（サラ・コナー〈リンダ・ハミルトン〉）※劇場公開版
- ダイ・ハード（ホリー・マクレーン〈ボニー・ベデリア〉）※ソフト版
- ダイ・ハード2（ホリー・マクレーン〈ボニー・ベデリア〉）※ソフト版
- 永遠に美しく…（リスル・フォン・ローマン〈イザベラ・ロッセリーニ〉）※日本テレビ版
- ナビゲイター（ヘレン・フリーマン〈ヴェロニカ・カートライト〉）
- 2010年（ターニャ・カーバック船長〈ヘレン・ミレン〉）※TBS版
- ネメシス（ジャード〈マージョリー・モナハン〉）
- バトルランナー（ブレンダ〈カレン・リー・ホプキンス〉）※テレビ朝日版（BD収録）
- パパとマチルダ（エイプリル・サイモン〈キャサリン・オハラ〉）
- ハンボーン（ロバータ・ラドクリフ〈アン・ロックハート〉）※フジテレビ版
- ピーター・パン（ミリセントおばさん〈リン・レッドグレイヴ〉）
- フィールド・オブ・ドリームス（ビューラ・ケスニック）※ビデオ版
- ブラッド・ワーク（ボニー・フォックス医師〈アンジェリカ・ヒューストン〉）※テレビ東京版
- プレシディオの男たち（グロリア）※フジテレビ版
- プレッシャー/壊れた男（キャサリン〈メア・ウィニンガム〉）
- ブロブ/宇宙からの不明物体（フラン〈キャンディ・クラーク〉）
- ホーンテッド・ハウス（ジャネット・スミュール〈サリー・カークランド〉）
- BODY/ボディ（ジョアン・ブラズロー〈アン・アーチャー〉）※ビデオ版
- ポルターガイスト（ダイアン〈ジョベス・ウィリアムズ〉）※TBS版
- ほんとうのジャクリーヌ・デュ・プレ
- ミクロキッズ3（パティ〈ロビン・バーレット〉）
- 夕べの星（パッツィ・カーペンター〈ミランダ・リチャードソン〉）
- ライオン・キング（サラビ〈声：アルフレ・ウッダード〉）
- ラスト・ボーイスカウト（サラ・ハレンベック〈チェルシー・フィールド〉）※日本テレビ版
- 霊幻道士5 ベビーキョンシー対空飛ぶドラキュラ!（婚約者〈サンドラ・ウン〉）
- 霊幻道士7 ラスト・アクション・キョンシー（チャイ〈サンドラ・ウン〉）

#### ドラマ
- ER緊急救命室
  - シーズン1 #11（ステイシー）
  - シーズン2（アイリス〈ジョアンナ・グリーソン〉）
  - シーズン5 #6（ジャクソン）
  - シーズン9 #5（シモン〈アシュレイ・ガードナー〉）
  - シーズン14 #18（エディス・ランドリー〈ベス・ブロデリック〉）
- イニョプの道（ユン氏〈チョン・ミソン〉）
- インディ・ジョーンズ/若き日の大冒険
- 宮廷女官チャングムの誓い（パク・ヨンシン女官長〈パク・チョンス〉）
- 警察署長（アニー・ピータース）
- 刑事ロニー・クレイブン（クレメンティン〈ゾーイ・ワナメイカー〉）
- シャーロック・ホームズの冒険「レディ・フランシスの失踪」（レディ・フランシス・カーファックス）
- 主任警部モース
  - 「ジェリコ街の女」（アデル・リチャーズ）
  - 「オックスフォード運河の殺人」（ネッシー・マクレーン婦長）
- 新アウターリミッツ シーズン1 #4（トリシア）
- 心理探偵フィッツ
- デスパレートな妻たち（フェリシア・ティルマン〈ハリエット・サンソム・ハリス〉）
- トンイ（明聖大妃〈パク・チョンス〉）
- ナイトライダー シーズン4 #7（エイミー・ローウェル〈D・D・ハワード〉）
- また会う日まで（イヴ）
- ミス・マープル 親指のうずき（タペンス）
- 名探偵ポワロ
- ヤングライダーズ（レイチェル・ダン〈クレア・レン〉）
  - シーズン1 #12（アマンダ・オコンネル）

### ゲーム
- ワンチャイコネクション（1994年、セガ） - サリー朱
- エネミー・ゼロ（1996年、ワープ） - ローラ・ルイス
- Dの食卓2（1999年、ワープ） - ローラ・パートン

### テレビアニメ
- ルパン三世 バイバイ・リバティー・危機一発!（1989年、日本テレビ） - イザベル 役[9]
- サザエさん（2023年 - 、フジテレビ） - 伊佐坂軽/お軽さん (2代目)役

### 劇場アニメ
- 算法少女（2016年） - 千葉多津[10]